# Yun Doo-su
Dans ce nom, le nom de famille, Yun, précède le nom personnel Doo-su.
Yun Doo-su (윤두수, 尹斗壽, 1533 – 1601) est un écrivain et homme politique coréen de la période Joseon, ainsi qu'un érudit néo-confucéen. Son nom de plume est Oheum (오음, 梧陰), son titre de courtoisie Jaang (자앙, 子仰).

## Source de la traduction
- (en) Cet article est partiellement ou en totalité issu de l’article de Wikipédia en anglais intitulé « Yun Doo-su » (voir la liste des auteurs).